# Thanatus ornatus
Thanatus ornatus là một loài nhện trong họ Philodromidae.
Loài này thuộc chi Thanatus. Thanatus ornatus được Hippolyte Lucas miêu tả năm 1846.